# 厚生労働委員会

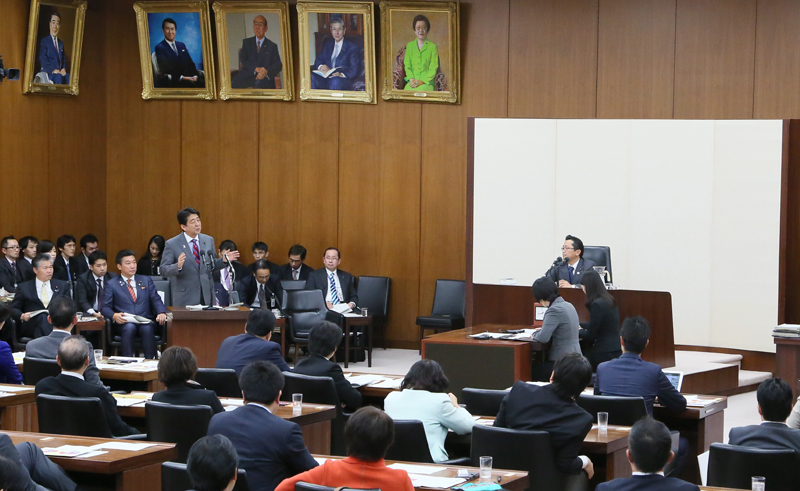
衆議院厚生労働委員会の模様（2016年11月）

厚生労働委員会（こうせいろうどういいんかい）は、日本の国会、衆議院・参議院における常任委員会の一つ。国会法第41条2項7号及び同条3項7号に規定される。

## 概要
厚生労働委員会は、衆議院、参議院にそれぞれ置かれる常任委員会である。厚生労働委員会が最初に置かれたのは、2001年（平成13年）1月31日に召集された第151回国会である。衆参の厚生労働委員会はそれぞれの議院規則により所管が定められており、厚生労働省所管を対象とする（衆議院規則92条7号、参議院規則74条7号）。具体的には、厚生労働の基本政策、社会保障制度、医療・公衆衛生、社会福祉・人口問題、労働、雇用等などである。
委員会の委員は、議院において選任される（国会法42条1項）。委員の選任は、すべて議長の指名によって行われる（衆議院規則37条、参議院規則30条1項）。実際には、各議院運営委員会において、各会派の議席数に応じて各委員会の委員の員数も配分され、個別の人事は配分された員数の範囲内で各会派によって行われる。
委員長は、委員の互選（国会法第25条）もしくは議長において指名（衆議院規則第15条第1項、参議院規則16条2項）で選任されると定められているが、後者の場合がほとんどである。この場合、事前に各会派間で協議された常任委員長各会派割当てと会派申出の候補者に基づいておこなわれる。なお、委員長に事故があった場合は理事が職務を行うことになっている（衆議院規則第38条第2項、参議院規則31条3項）。
理事の選任は委員の互選（衆議院規則第38条第2項、参議院規則32条2項）となっているが、第1回国会以来すべて委員長の指名により行われている。理事の員数および各会派割当ては議院運営委員会で決定した基準により、選挙など会派の構成が大きく変わった際に見直される。
2001年（平成13年）1月に実施された中央省庁再編で厚生省、労働省が厚生労働省に統合されたことを受けて設置された委員会であり、それまでの厚生委員会と労働委員会を統合した性格を有す。

## 衆議院
- 衆議院における委員の選任は、総選挙後初めて召集される会期の始めに行われる（国会法第42条および衆議院委員会先例集9号）か、国会法または衆議院規則の改正により必要となったとき（衆議院委員会先例集10号）のみであり、その他の場合は異動とみなし、委員の辞任と補欠選任で対処することになっている。
- 多くの会派は、総選挙後の国会と毎年秋に召集される臨時国会の冒頭で各委員の構成を見直すことを例としていることから、実際に委員の構成が大きく変わるのはその際である。
- 委員の会派割当数は所属議員の比率により議院運営委員会において決定される（国会法第46条および衆議院委員会先例集12号）。

### 組織
衆議院厚生労働委員会の員数は45人である（衆議院規則92条）。委員長1名、理事8名が選出または指名される。
衆議院厚生労働委員会の組織
2025年（令和7年）1月23日現在
- 厚生労働委員長
  - 藤丸敏（自由民主党・無所属の会）

- 理事
  - 上野賢一郎、古賀篤、長坂康正（自由民主党・無所属の会）
  - 井坂信彦、岡本充功、早稲田ゆき（立憲民主党・無所属）
  - 梅村聡（日本維新の会）
  - 浅野哲（国民民主党・無所属クラブ）

- 委員
  - 安藤たかお、草間剛、後藤茂之、佐々木紀、塩崎彰久、鈴木隼人、田畑裕明、田村憲久、根本拓、長谷川淳二、平口洋、深澤陽一、福田かおる、森下千里、吉田真次（自由民主党・無所属の会）
  - 池田真紀、大塚小百合、大西健介、酒井なつみ、宗野創、堤かなめ、中島克仁、長妻昭、長谷川嘉一、宮川伸、山井和則、柚木道義（立憲民主党・無所属）
  - 阿部圭史、池下卓、猪口幸子（日本維新の会）
  - 福田徹、森ようすけ（国民民主党・無所属クラブ）
  - 沼崎満子、濱地雅一（公明党）
  - 八幡愛（れいわ新選組）
  - 田村貴昭（日本共産党）

### 所管事項
衆議院厚生労働委員会の所管事項は次の通り（衆議院規則92条）。
1. 厚生労働省の所管に属する事項

国政調査案件
1. 厚生労働関係の基本政策に関する事項
2. 社会保障制度、医療、公衆衛生、社会福祉及び人口問題に関する事項
3. 労使関係、労働基準及び雇用・失業対策に関する事項

## 参議院

### 組織
参議院厚生労働委員会の員数は25人である（参議院規則74条）。委員長1名、理事数名が選出または指名される（参議院規則第16条及び31条）。
参議院厚生労働委員会の組織
2025年（令和7年）6月3日現在
- 厚生労働委員長
  - 柘植芳文（自由民主党）

- 理事
  - 神谷政幸、羽生田俊、三浦靖（自由民主党）
  - 森本真治（立憲民主・社民・無所属）
  - 秋野公造（公明党）

- 委員
  - 石田昌宏、衛藤晟一、こやり隆史、自見はなこ、比嘉奈津美、星北斗、山田宏（自由民主党）
  - 石橋通宏、大椿ゆうこ、高木真理（立憲民主・社民・無所属）
  - 塩田博昭、新妻秀規（公明党）
  - 田村まみ（国民民主党・新緑風会）
  - 猪瀬直樹、山口和之（日本維新の会）
  - 倉林明子（日本共産党）
  - 天畠大輔（れいわ新選組）

### 所管事項
参議院厚生労働委員会の所管事項は以下の通り（参議院規則74条）。
1. 厚生労働省の所管に属する事項

国政調査案件
1. 社会保障及び労働問題等に関する事項

## 所管国務大臣
委員会が審査又は調査を行うときは、政府に対する委員の質疑は、国務大臣又は内閣官房副長官、副大臣若しくは大臣政務官に対して行う（衆議院規則45条の2、参議院規則42条の2）。どの国務大臣等に対して出席を求めるかは、各議院の委員会において、委員長及び理事の協議で決定される。厚生労働委員会において出席を求められる主な国務大臣等は、以下の通り。
- 厚生労働大臣
  - 福岡資麿（自由民主党）
- 厚生労働副大臣
  - 鰐淵洋子（公明党）
  - 仁木博文（自由民主党）
- 厚生労働大臣政務官
  - 安藤高夫（自由民主党）
  - 吉田真次（自由民主党）
- 内閣府特命担当大臣（こども政策　少子化対策　若者活躍　男女共同参画　共生・共助）兼国務大臣（女性活躍担当、共生社会担当）
  - 三原じゅん子（自由民主党）